# Россель, Поль Эдуар де
Поль Эдуа́р де Россе́ль (фр. Paul Édouard de Rossel), более известный как Шевалье́ де Россель («россельский рыцарь», chevalier de Rossel; 11 сентября 1765 года, Санс — 20 ноября 1829 года, Париж) — французский астроном и контр-адмирал XVIII и XIX веков; участник экспедиции д’Антркасто (1791—1794), посланную на поиски Ж. Лаперуза, и издавший книгу об экспедиции (1808), а также другие ценные труды по географии и морской навигации.

## Труды
- «Voyage de d’Entrecasteaux envoyé à la recherche de La Pérouse» (1808),
- «Description nautique de la côte d’Afrique depuis le cap Blanc jusqu’au cap Formose» (1814),
- «Sur l’état et les progrès de la navigation» (1817),
- «Livre des signaux de jour» (1819),
- «Livre des signaux de nuit et de brume» (1821) и др.